# Elisabeth Henriette von Hessen-Kassel

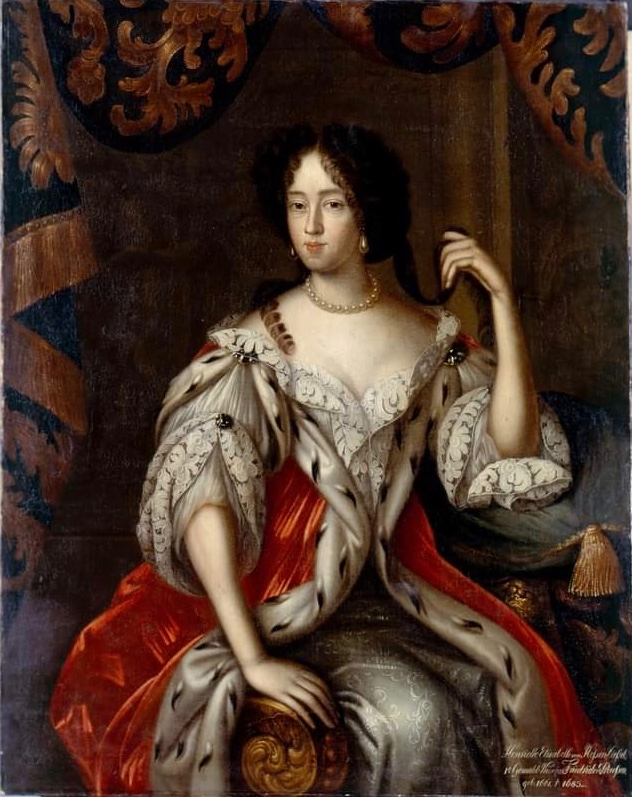
Elisabeth Henriette von Hessen-Kassel als Kurprinzessin von Brandenburg

Elisabeth Henriette von Hessen-Kassel (* 18. November 1661 in Kassel; † 7. Juli 1683 in Cölln) war durch Heirat Kurprinzessin von Brandenburg.

## Leben

### Kindheit und Jugend
Elisabeth Henriette war eine Tochter des Landgrafen Wilhelm VI. von Hessen-Kassel und dessen Gemahlin Hedwig Sophie von Brandenburg. Nach dem frühen Tod des Vaters kümmerte sich ihre Mutter, eine Schwester des Großen Kurfürsten, um die vom reformierten Glauben geprägte Erziehung der Prinzessin.
Landgräfin Hedwig Sophie förderte die Heirat der Tochter mit ihrem Neffen Friedrich, dem brandenburgischen Kurprinzen, für den als Braut auch eine Schwester Kaiser Leopolds I. im Gespräch war. Elisabeth Henriette und Friedrich kannten sich seit Kindertagen und waren sich ehrlich zugeneigt, 1676 verlobten sie sich offiziell, nachdem sie sich drei Jahre vorher schon heimlich verlobt hatten.

### Kurprinzessin von Brandenburg
Im April 1678 reiste Hedwig Sophie mit ihrer Tochter nach Berlin. Die Hochzeit fand erst ein Jahr später statt, weil man den Friedensschluss von Nimwegen abwarten wollte und unter Geldmangel litt. Am 13. August 1679 heirateten Elisabeth Henriette und Friedrich im Berliner Schloss. Dietrich Sigismund von Buch bemerkt dazu in seinem Tagebuch:

„S.K.D. lag mit der Frau Kurfürstin noch im Bette, als er ihr sagt, er sei jetzt ganz entschlossen, heut noch die Hochzeit des Kronprinzen auszurichten, was die Frau Kurfürstin sofort durch ein kleines Billet der Frau Landgräfin meldet, die sich dessen außerordentlich freut; gegen Mittag teilte man es dem ganzen Hofe mit. Am Abend fand sich S.K.D. mit allen anderen hohen Personen (…) ein, nahm die Prinzeß von Hessen an die Rechte, den Kronprinzen an die Linke, und führte beide in den kleinen Saal, wo man für gewöhnlich speist; dahin hatte man einen kleinen mit einem Teppich behangenen Tisch gestellt, und vor denselben eine Bank, um zu knieen.“

Das Paar residierte in Schloss Köpenick, das von 1677 bis 1681 für Friedrich umgebaut wurde. Am 29. September 1680 wurde das einzige Kind der Ehe geboren: Luise Dorothea Sophie, die die Namen dreier Großmütter erhielt und 1700 Gemahlin Friedrichs von Hessen, nachmaliger König von Schweden, wurde.
Drei Jahre nach der Geburt ihrer Tochter starb Elisabeth Henriette nach vierjähriger glücklicher Ehe, tief betrauert von ihrem Ehemann, mit 21 Jahren an den Pocken. Begraben wurde Elisabeth Henriette in der Gruft des Berliner Doms.

## Ahnentafel
| Ahnentafel Elisabeth Henriette von Hessen-Kassel  | Ahnentafel Elisabeth Henriette von Hessen-Kassel                                                         | Ahnentafel Elisabeth Henriette von Hessen-Kassel                                                         | Ahnentafel Elisabeth Henriette von Hessen-Kassel                                                               | Ahnentafel Elisabeth Henriette von Hessen-Kassel                                                               | Ahnentafel Elisabeth Henriette von Hessen-Kassel                                                      | Ahnentafel Elisabeth Henriette von Hessen-Kassel                                                      | Ahnentafel Elisabeth Henriette von Hessen-Kassel                                                          | Ahnentafel Elisabeth Henriette von Hessen-Kassel                                                        |
| ------------------------------------------------- | --- | --- | --- | --- | --- | --- | --- | --- |
| Ururgroßeltern                                    | Landgraf Wilhelm IV. (Hessen-Kassel) (1532–1592) ⚭ 1566 Sabina von Württemberg (1549–1581)               | Graf Johann Georg von Solms-Laubach (1546–1600) ⚭ 1572 Margarethe von Schönburg-Glauchau (1554–1606)     | Graf Philipp Ludwig I. (Hanau-Münzenberg) (1553–1580) ⚭ 1576 Magdalene von Waldeck (1558–1599)                 | Statthalter Wilhelm I. (Oranien) (1533–1584) ⚭ 1575 Charlotte von Bourbon-Montpensier (1546–1582)              | Statthalter Wilhelm I. (Oranien) (1533–1584) ⚭ 1575 Charlotte von Bourbon-Montpensier (1546–1582)     | Kurfürst Ludwig VI. (Pfalz) (1539–1583) ⚭ 1560 Elisabeth von Hessen-Kassel (1539–1582)                | Kurfürst Joachim Friedrich (Brandenburg) (1546–1608) ⚭ 1570 Katharina von Brandenburg-Küstrin (1549–1602) | Herzog Albrecht Friedrich (Preußen) (1553–1618) ⚭ 1573 Marie Eleonore von Jülich-Kleve-Berg (1550–1608) |
| Urgroßeltern                                      | Landgraf Moritz (Hessen-Kassel) (1572–1632) ⚭ 1593 Agnes zu Solms-Laubach (1578–1602)                    | Landgraf Moritz (Hessen-Kassel) (1572–1632) ⚭ 1593 Agnes zu Solms-Laubach (1578–1602)                    | Graf Philipp Ludwig II. (Hanau-Münzenberg) (1576–1612) ⚭ 1596 Katharina Belgica von Oranien-Nassau (1578–1648) | Graf Philipp Ludwig II. (Hanau-Münzenberg) (1576–1612) ⚭ 1596 Katharina Belgica von Oranien-Nassau (1578–1648) | Kurfürst Friedrich IV. (Pfalz) (1574–1610) ⚭ 1593 Luise Juliane von Oranien (1576–1644)               | Kurfürst Friedrich IV. (Pfalz) (1574–1610) ⚭ 1593 Luise Juliane von Oranien (1576–1644)               | Kurfürst Johann Sigismund (Brandenburg) (1572–1619) ⚭ 1594 Anna von Preußen (1576–1625)                   | Kurfürst Johann Sigismund (Brandenburg) (1572–1619) ⚭ 1594 Anna von Preußen (1576–1625)                 |
| Großeltern                                        | Landgraf Wilhelm V. (Hessen-Kassel) (1602–1637) ⚭ 1619 Amalie Elisabeth von Hanau-Münzenberg (1602–1651) | Landgraf Wilhelm V. (Hessen-Kassel) (1602–1637) ⚭ 1619 Amalie Elisabeth von Hanau-Münzenberg (1602–1651) | Landgraf Wilhelm V. (Hessen-Kassel) (1602–1637) ⚭ 1619 Amalie Elisabeth von Hanau-Münzenberg (1602–1651)       | Landgraf Wilhelm V. (Hessen-Kassel) (1602–1637) ⚭ 1619 Amalie Elisabeth von Hanau-Münzenberg (1602–1651)       | Kurfürst Georg Wilhelm (Brandenburg) (1595–1640) ⚭ 1616 Elisabeth Charlotte von der Pfalz (1597–1660) | Kurfürst Georg Wilhelm (Brandenburg) (1595–1640) ⚭ 1616 Elisabeth Charlotte von der Pfalz (1597–1660) | Kurfürst Georg Wilhelm (Brandenburg) (1595–1640) ⚭ 1616 Elisabeth Charlotte von der Pfalz (1597–1660)     | Kurfürst Georg Wilhelm (Brandenburg) (1595–1640) ⚭ 1616 Elisabeth Charlotte von der Pfalz (1597–1660)   |
| Eltern                                            | Landgraf Wilhelm VI. (Hessen-Kassel) (1629–1663) ⚭ 1649 Hedwig Sophie von Brandenburg (1623–1683)        | Landgraf Wilhelm VI. (Hessen-Kassel) (1629–1663) ⚭ 1649 Hedwig Sophie von Brandenburg (1623–1683)        | Landgraf Wilhelm VI. (Hessen-Kassel) (1629–1663) ⚭ 1649 Hedwig Sophie von Brandenburg (1623–1683)              | Landgraf Wilhelm VI. (Hessen-Kassel) (1629–1663) ⚭ 1649 Hedwig Sophie von Brandenburg (1623–1683)              | Landgraf Wilhelm VI. (Hessen-Kassel) (1629–1663) ⚭ 1649 Hedwig Sophie von Brandenburg (1623–1683)     | Landgraf Wilhelm VI. (Hessen-Kassel) (1629–1663) ⚭ 1649 Hedwig Sophie von Brandenburg (1623–1683)     | Landgraf Wilhelm VI. (Hessen-Kassel) (1629–1663) ⚭ 1649 Hedwig Sophie von Brandenburg (1623–1683)         | Landgraf Wilhelm VI. (Hessen-Kassel) (1629–1663) ⚭ 1649 Hedwig Sophie von Brandenburg (1623–1683)       |
| Elisabeth Henriette von Hessen-Kassel (1661–1683) | | | | | | | | |